# 三毛門站
三毛門站（日语：／ Mikekado eki */?）是位於福岡縣豐前市大字三毛門，屬於九州旅客鐵道（JR九州）的日豐本線車站。

## 車站構造
此站是設有1面2線島式月台的地面車站。驗票閘口只設於南邊1處，月台之間透過跨線橋連接。此站是無人車站。站房的部分事務室位置成為停車場管理所，以及消防局倉庫。
此站可以使用「SUGOCA」IC卡，以及可以與SUGOCA互相使用的交通系IC卡。站內設有簡易的自動驗票機（不可使用橙卡）。在站前廣場中設置了當地特產南瓜雕像。

### 月台
| 月台 | 路線      | 上下行 | 方向           |
| ---- | --------- | ------ | -------------- |
| 1    | ■日豐本線 | 上行   | 行橋、小倉方向 |
| 2    | ■日豐本線 | 下行   | 中津、柳浦方向 |

## 歷史
- 1956年2月11日：日本國有鐵道車站啟用[1]。建設費由豐前市負擔[3]。
- 1970年7月1日：成為無人車站[4][5]。
- 1987年4月1日：伴隨國鐵分割民營化，車站由九州旅客鐵道（JR九州）營運[6]。
- 2009年3月1日：此站可以使用IC卡「SUGOCA」[7]。

## 使用狀況
2016年起，因JR九州只公佈使用人數首300個車站的人數，本站雖未曾打入首300位位置，但每年仍能維持超過100人的使用人數，因此納為「超過100人使用」的車站。
有資料記錄的年份如下：
- 1989年度全年乘客人次為119,648人[9]。
- 1990年度全年乘客人次為120,283人[9]。
- 1991年度全年乘客人次為121,151人[9]。
- 1992年度全年乘客人次為117,623人[9]。
- 1993年度全年乘客人次為114,052人[9]。

| 年度 | 1日平均 乘車人次 | 參考資料 |
| ---- | ---------------- | -------- |
| 2016 | >100             | [ 10 ]   |
| 2017 | >100             | [ 11 ]   |
| 2018 | >100             | [ 12 ]   |
| 2019 | >100             | [ 13 ]   |
| 2020 | >100             | [ 14 ]   |
| 2021 | >100             | [ 15 ]   |
| 2022 | >100             | [ 16 ]   |
| 2023 | >100             | [ 17 ]   |

## 相鄰車站
九州旅客鐵道
■日豐本線
■快速（只設上行班次）
通過
■普通
宇島－三毛門－吉富

## 外部連結
- JR九州三毛門站網頁 （页面存档备份，存于）